# Ortelle
Ortelle község (comune) Olaszország Puglia régiójában, Lecce megyében.

## Fekvése
A Salentói-félsziget déli részén fekszik, Otrantótól délnyugatra.

## Története
A település neve a latin hortella szóból származik, aminek jelentése kis kertek. A település alapítása a 8-9. századra tehető. A szaracénok által elpusztított Vaste és Castro menekülő lakosai alapították. A 11. századtól kezdődően a Castrói Grófság része volt. 1806-ban vált önállóvá, amikor a Nápolyi Királyságban felszámolták a feudalizmust.

## Népessége
A népesség számának alakulása:

## Főbb látnivalói
- San Giorgio-templom - a 17. században épült barokk stílusban.
- Santi Vito e Marina-templom - 18. századi barokk templom.
- Giuseppe Casciaro szülőháza